# Macrobrachium pilimanus
Macrobrachium pilimanus är en kräftdjursart som först beskrevs av De Man 1879.  Macrobrachium pilimanus ingår i släktet Macrobrachium och familjen Palaemonidae. Inga underarter finns listade i Catalogue of Life.